# Vyaçeslav Lıçkin
Vyaçeslav Lıçkin (Baku, 30 settembre 1973) è un ex calciatore azero, di ruolo centrocampista.

## Carriera

### Club
Ha giocato nella massima serie dei campionati russo, turco, azero e finlandese.

### Nazionale
Ha giocato 45 partite con la Nazionale azera.